# Diclidurus albus
Diclidurus albus é uma espécie de morcego da família Emballonuridae. 

## Etimologia
A palavra latina diclid significa bivalvulado, e urus significa cauda. Albus em latim significa branco, e se relaciona com o pelo branco destes morcegos.

## Distribuição
O Diclidurus albus já foi encontrado em vários biomas como na Amazônia e Mata Atlântica bem como nos estados do Amapá, Amazonas, Bahia, Espírito Santo, Pará e Rondônia. 
Existem registros de morcego fantasma em florestas tropicais úmidas, decíduas secas e semidecíduas, mas pode ser encontrado em locais com vegetação alterada, principalmente em habitats úmidos.

## Descrição
D. albus é um morcego de porte mediano, com comprimento total entre 86 mm e 103 mm, e peso de 17 a 24 g. A espécia apresenta dimorfismo sexual, com a fêmea tendo maior tamanho corporal.
A pelagem é branca; outras duas espécies do gênero, D. scutatus e D. ingens, também apresentam pelagem branca, mas D. albus é maior que a primeira e menor que a segunda.
Assim como as demais espécies do gênero, D. albus apresenta orelhas amareladas, curtas e arredondadas. Têm rostos quase nus com olhos grandes e orelhas mais curtas e amareladas. Eles não têm uma folha nasal, e seu tragus é proeminente, largo e arredondado. O patágio é rosado e translúcido e a cauda é curta, cerca de um terço do comprimento do uropatágio. A cauda perfura o uropatágio, com a extremidade projetando-se dorsalmente. O uropatágio é grande, com cerca de dois terços cobertos de pelos, e se estende além das patas traseiras.
D. albus apresenta uma bolsa localizada no centro da membrana interfemural. Essa bolsa, uma verdadeira cápsula córnea, é mais desenvolvida nos machos e se torna maior na época da reprodução. A sua função é desconhecida e acredita-se que desempenhe papel idêntico ao das bolsas que ocorrem nas asas de outro embalonurídeos, atraindo as fêmeas nos períodos reprodutivos.

## Ecologia
Este morcego aéreo insetívoro se alimenta em regiões acima do dossel usando baixa frequência com longos intervalos de vibração durante seu rápido voo com alternação à medida que se aproxima de presas e obstáculos (Jung et al. 2007).

Morcego Fantasma

Pode ser encontrado em florestas tropicais úmidas, decíduas secas e também semidecíduas, podendo ser observado em áreas com vegetação alterada, porém em habitats úmidos. É um morcego que possui capacidade de voar alto, em espaços abertos como rios e lagos, e também sobre as copas das árvores, sendo de difícil captura por redes de neblina. Podem ser encontrados em habitats naturais ou perturbados, onde se encontram palmeiras que são utilizadas como abrigos diurnos.
Sua ecolocalização possui baixa frequência, longa duração e longos intervalos. São morcegos raros e por isso o seu efeito sobre o ecossistema pode ser considerado leve. É um morcego importante para as plantas pois é um grande agente polinizador (Zorpette, 1999).
É uma espécie solitária em grande parte do ano, porém, no início da temporada de acasalamento (janeiro e fevereiro), pode-se encontrar grupos de até quatro indivíduos abrigando-se, geralmente um macho com algumas fêmeas.

### Reprodução
A época de reprodução ocorre apenas uma vez por ano em janeiro ou fevereiro. Os filhotes nascem geralmente em maio ou junho. A mãe da a luz a apenas um filhote. Sabe-se que as fêmeas, quando estão prestes a dar a luz mudam-se para longe dos machos e se instalam em cavernas com outras fêmeas da mesma espécie. Os filhotes podem ser vistos nas costas das mães durante o voo. O momento do desmame e a idade da maturidade sexual são desconhecidos. Diclidurus albus é um animal raro de ver, por isso seus comportamentos reprodutivos ainda não foram estudados em profundidade.

## Subespécies
Duas subespécies são por vezes reconhecidas, D. a. albus e D. a. virgo.

## Conservação
A UICN classifica D. albus como de pouco risco e pouco preocupante. Embora os morcegos fantasma sejam raros durante toda sua área de vida, são bastante difundidos.